# Ulf Schott
Ulf Schott (* 5. Mai 1970 in Dieburg) ist ein deutscher Fußballfunktionär und ehemaliger -spieler.

## Spielerkarriere
Ulf Schott verbrachte seine gesamte Spielerkarriere beim SV Darmstadt 98. Seinen ersten Einsatz hatte er hier in der 2. Bundesliga am 20. Oktober 1990 bei einem 5:2-Sieg den TSV Havelse. Für die Saison 1992/93, in der Darmstadt abstieg, ist er nicht in der Kaderliste gelistet, ebenso fehlen Daten für die Saison 1993/94. Anschließend lief er wieder häufiger für Darmstadt auf und schoss dabei am 4. März 1995 das Tor beim 1:2 gegen die SpVgg Ludwigsburg 07. Sein letztes Spiel machte er mit 26 Jahren am 4. Dezember 1996 bei der 1:2-Niederlage gegen die SG Egelsbach.

## Managerkarriere
Einen Namen hat sich Ulf Schott vor allem als Talentförderer gemacht. Seit 1997 arbeitet der Diplom-Sportwissenschaftler für den Deutschen Fußball-Bund und ist seit 2012 Direktor. Nach den schlechten Ergebnissen bei der Fußball-Weltmeisterschaft 1998 in Frankreich und der Fußball-Europameisterschaft 2000 in den Niederlanden und Belgien war der Inhaber der DFB-A-Lizenz maßgeblich für den Aufbau der erfolgreichen und international beachteten Talentförderung mit 366 Stützpunkten, 55 Leistungszentren und 36 Eliteschulen verantwortlich. Als Ligamanager setzte er sich für die Weiterentwicklung der 3. Liga ein, die sich als dritte Profispielklasse in Deutschland etablieren konnte. Ulf Schott ist UEFA-Integritätsbeauftragter und Mitglied der UEFA-Working Group „Youth League“. Am 29. Januar 2022 gab Drittligist MSV Duisburg bekannt, dass Schott den Verein ab April 2022 „in Fragen der sportlichen und strategischen Ausrichtung des Profibereichs und seines Leistungszentrums“ beraten wird.